# 大河内了義
大河内 了義（おおこうち りょうぎ、1930年 - ）は、日本のドイツ文学者、比較思想学者、神戸大学名誉教授。

## 略歴
現在の愛知県西尾市生まれ。1953年大谷大学独文科卒。1956年京都大学大学院文学研究科独文専攻修士課程修了。1957年、愛知大学講師。1959年から1961年まで西独ハイデルベルク大学留学。1962年、神戸大学教養部助教授。1969年から1972年までハイデルベルク大学。1975年から1976年までレーゲンスブルク大学で、それぞれ客員研究員。1993年、定年退官、名誉教授。大谷大学教授。1995年、大谷大文学博士。

## 著書
- ニーチェと仏教 根源的ニヒリズムの問題 法蔵館 1982.11
- 自然（じねん）の復権 ニーチェの科学批判と親鸞の自然法爾 毎日新聞社 1985.6
- 崩壊する価値観 危機の現代と宗教 難波別院 1991（御堂叢書）
- 異文化理解の原点 法蔵館 1995.9[2]
- Wie man wird, was man ist : Gedanken zu Nietzsche aus östlicher Sicht Wissenschaftliche Buchgesellschaft, c1995.（博士論文）[3][4]
- ニヒリズムの問題―ニーチェと現代日本―（大谷大学開放セミナーシリーズ No.2）大谷大学 1998年[5]

## 翻訳
- サルトルとカミュ 実存の文学 レオ・ポルマン 水野和久共訳 三修社 1972
- マンハイム全集 1 ルカーチ『小説の理論』批評 科学分類の問題 潮出版社 1975
- ニーチェ全集 第1期 第2巻 反時代的考察・遺された著作 白水社 1980.4
- ニーチェ全集 第1期 第4巻 遺された断想（1972年夏-74年末）白水社 1981.3
- 東洋の意味 ドイツ思想家のインド観 ヘルムート・フォン・グラーゼナップ 法蔵館 1983.10
- 自らに手をくだし 自死について ジャン・アメリー 法政大学出版局 1987.4（叢書・ウニベルシタス）
- Fudo, Wind und Erde : der Zusammenhang zwischen Klima und Kultur /和辻哲郎『風土』Dora Fischer-Barnicol共訳 Wissenschaftliche Buchgesellschaft, c1992.

## 参考
- 『自然の復権』著者紹介文